# Avaliatividade
Na linguística sistêmico-funcional, a avaliatividade (na notação sistêmica, AVALIATIVIDADE) é um sistema semântico-discursivo interpessoal que diz respeito aos posicionamentos explícitos e implícitos que enunciadores realizam em seus textos. Isso se dá principalmente por meio de dois subsistemas: ATITUDE, que engloba as emoções e as avaliações éticas e estéticas do falante; e ENGAJAMENTO, que trata do modo como o enunciador lida com posições distintas da sua, reconhecendo-as ou não, com diferentes graus de abertura. Embora por vezes se use a denominação "Teoria da Avaliatividade" (tradução de Appraisal Theory), trata-se na realidade de parte da proposta semântico-discursiva de J.R. Martin, que por sua vez se inscreve na teoria sistêmico-funcional como um todo.